# Indicatifs régionaux 682 et 817

Carte de l'État du Texas avec les territoires de ses indicatifs régionaux. Le territoire des indicatifs régionaux 682 et 817 est en blanc.

Les indicatifs régionaux 682 et 817 sont deux des multiples indicatifs téléphoniques régionaux de l'État du Texas aux États-Unis.
Ces indicatifs desservent la région de Fort Worth.
La carte ci-contre indique en blanc le territoire couvert par les indicatifs 682 et 817.
Les indicatifs régionaux 682 et 817 font partie du plan de numérotation nord-américain.

## Comtés desservis par les indicatifs
Denton, Hood, Johnson, Parker, Tarrant et Wise

## Villes desservies par les indicatifs
Aledo, Arlington, Azle, Bartonville, Bedford, Burleson, Cleburne, Colleyville, Cresson, Crowley, Euless, Everman, Flower Mound, Fort Worth, Godley, Granbury, Grand Prairie, Grandview, Grapevine, Haltom City, Haslet, Hurst, Joshua, Keene, Keller,  Lake Worth, Lillian, Mansfield, North Richland Hills, Odell, Peaster, Poolville, Roanoke, Rhome, Rio Vista, River Oaks, Southlake, Springtown, Trophy Club, Watauga, Weatherford et Westworth Village